# Alcis rubicunda
Alcis rubicunda là một loài bướm đêm trong họ Geometridae.